# Береговой (Омская область)
Береговой — упразднённый рабочий посёлок в подчинении городского округа Омск Омской области. В 2004 году включен в состав города Омск и исключен из учётных данных.

## География
Расположен в 25 км к северу от центра Омска, на правом берегу реки Иртыш.

## Топоним
До 1963 года именовался Харино, такое название получил по стоящей рядом немного южнее деревне Харино. Решением облисполкома от т 10.08.1963 (пр. 19, № 27) рабочий посёлок было решено переименовать в Лесозаводский. Но указом Президиума ВС РСФСР от 22.12.1963 поселок был переименован в Береговой. Береговым назван по расположению на берегу Иртыша.

## История
Береговой появился как посёлок рабочих деревообрабатывающего завода и лесоперевалочной базы, получил статус посёлка городского типа в 1960 году.
В 2004 году рабочие посёлки Береговой, Входной, Крутая Горка и сельские населённые пункты станция «Пламя», населённый пункт Участок № 2, деревня Булатово, посёлок Осташково, село Новоалександровка, часть села Троицкого включены в муниципальное образование городской округ город Омск.

## Население
| 1970 | 1979  | 1989  | 2002  |
| ---- | ----- | ----- | ----- |
| 6337 | ↗6865 | ↗7103 | ↗8058 |

## Инфраструктура
Лечебно-исправительное учреждение ФКУ «ЛИУ № 2 УФСИН России по Омской области».	Образовано в 1961 году как ИТК. С 1965 года — специальная межобластная ИТК строгого режима для содержания и лечения заключённых мужчин-наркоманов.
По данным Большой советской энциклопедии в Береговом работал лесоперевалочный и деревообрабатывающий комбинат.